# 李聖五

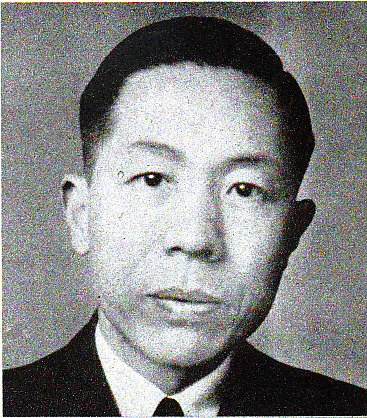
李聖五

李聖五（1899年—1985年），名福善，表字聖五，山东省泰安縣人，法學者、外交官，官至汪精卫政权驻德国大使（1941-?）。

## 事跡
畢業於國立北京大學，後留學日本，东京帝国大学大学院法学部擔任研究員。牛津大学的法学学士。回到中華民國後擔任曁南大学、复旦大学教授、上海商务印书馆編輯以及南京中央日報主編。
1932年7月、擔任國民政府行政院参事。在汪精衛任職中華民國外交部部長任內（1933-35），李聖五在1933年12月出任中華民國外交部總務司司長、中央政治会議特務秘書、《東方杂志》總编辑。1935年，任香港国際問題研究所研究员。1937年6月，調任外交部顾问。
1940年3月，出任汪精卫国民政府司法行政部部長、中央政治委員会指定委員。6月，擔任憲政實施委員会常務委員。翌年3月，擔任清鄉委員会委員、8月，擔任教育部部長兼社会行動指導委員会常務委員。9月，被任命为中国驻德国大使、11月，擔任文物保管委員会委員兼圖書専門委員会主任委員。
1942年2月，他兼任中国驻丹麦公使並保留中国驻德国大使一職。6月，擔任新国民運動促進委員会常務委員。1945年4月，兼任外交部部長。5月，出任文物保管委員会委員長以及各国在華治外法權撤廢委員会委員長。
1945年9月26日，以漢奸罪被捕，囚於南京。1947年12月9日，被处15年监禁。後來被释放，並移居至香港，在香港中文大學教法律。
1979年起多次訪問中华人民共和国，从1984年起与他的长女居住在黑龙江省佳木斯市。1985年去世。

## 注
1. ↑  劉寿林ほか編『民国職官年表』、1097頁では、以後、李聖五が南京国民政府崩壊まで教育部長を務めたことになっている。しかし、ここでは徐友春主編『民国人物大辞典 増訂版』の「陳春圃」の項に従い、1944年（民国33年）2月までの在任とする。
2. 1 2  郭卿友『中華民国時期軍政職官誌 下巻』1919頁によれば、着任はしていない。
3. ↑  余子道ほか『汪偽政権全史 下巻』1617頁。

## 關聯文献
- Li, Charles N. . HarperCollins. 2008. ISBN 0061346640. （李聖五の子で米国に帰化した言語学者チャールズ・N・リー（日语：チャールズ・N・リー）（李訥）の自伝、父親についても詳しく記す）

| 前任：（創設） | 司法行政部長1940年3月 - 1941年8月 | 繼任：趙毓松 |

| 前任：赵正平 | 教育部長1941年8月 - 1944年2月 | 繼任：陈春圃 |

| 前任：褚民谊 | 外交部長1945年4月 - 8月 | 繼任：（廢止） |